# إرنست مولر-هرمان
إرنست مولر-هرمان هو سياسي ألماني، ولد في 30 سبتمبر 1915 في كونيغسبرغ في الإمبراطورية الروسية، وتوفي في 19 يوليو 1994 في Wallgau ‏ في ألمانيا. نشط حزبياً في الاتحاد الديمقراطي المسيحي. في انتخابات البرلمان الأوروبي 1979، انتخب عضو في البرلمان الأوروبي عن دائرة ألمانيا لترشحه ضمن قائمة الاتحاد الديمقراطي المسيحي، وقد انضم خلال فترته النيابية (17 يوليو 1979 – 23 يوليو 1984) للكتلة البرلمانية كتلة حزب الشعب الأوروبي وانتخب عضو في برلمان مدينة بريمن ‏ وانتخب عضو في البوندستاغ الألماني خلال فترته النيابية ‏ (1952 – 7 سبتمبر 1953).

## وصلات خارجية
- إرنست مولر-هرمان على موقع مونزينجر (الألمانية)